# Airgas
Airgas ist ein US-amerikanischer Hersteller von Industriegasen. Zum Produktportfolio des Unternehmens zählen Gase für den industriellen und medizinischen Einsatz wie Argon, Helium, Stickstoff und Wasserstoff. Airgas vertreibt auch Werkzeuge und Produkte der Arbeitssicherheit von Fremdzulieferern über seine Vertriebskanäle. Das Unternehmen wurde 1982 von Peter McCausland als Holdinggesellschaft für den, von ihm erworbenen, Sauerstoffhersteller CONNOX aus Stafford gegründet. Insbesondere durch feindliche Übernahmen wuchs Airgas in den Folgejahren stark und erzielte Mitte der 1990er Jahre einen Jahresumsatz von 1,5 Milliarden US-Dollar. Im Jahr 2015 wurde die Übernahme von Airgas durch die französische Air Liquide für 13,4 Milliarden Dollar beschlossen. Airgas ist heute eine vollständige Tochter von Air Liquide.